# Rockza
Rockza (jap. ロック座 Rokkuza) – japoński teatr ze striptizem w Asakusie, założony 15 sierpnia 1947 roku. Jest to największy i najstarszy istniejący teatr ze striptizem, posiadający 129 miejsc. W Japonii istnieją inne teatry ze striptizem o tej samej nazwie, z których większość jest powiązana właśnie z nim. Z tego powodu teatr znany jest również jako Asakusa Rockza (浅草ロック座).

## Charakterystyka
Jedną z cech charakterystycznych Asakusa Rockza jest płynne połączenie tradycyjnych japońskich sztuk performatywnych i współczesnych występów. Ta fuzja zapewnia urzekające doświadczenie, które prezentuje bogate dziedzictwo kulturowe Japonii, jednocześnie włączając współczesną kreatywność.
Asakusa Rockza słynie z wysokiej klasy tancerek. Teatr jest również znany z dużej liczby tancerek, które są byłymi lub obecnymi aktorkami filmów dla dorosłych.

## Powiązane teatry
Funkcjonujące obiekty siostrzane:
- Kawasaki Rockza (川崎ロック座)
- Shinjuku Newart (新宿ニューアート)
- Yokohama Rockza (横浜ロック座)